# Godina prekida (obrazovanje)
Godina prekida (engl. gap year) u profesionalnom i obrazovnom smislu je godina nakon srednje škole, odnosno godina prije odlaska na fakultet. To je pauza koja se uzima u svrhu odmora od formalnog obrazovanja i odluke o daljnjem formalnom usmjeravanju.
Tijekom ovog razdoblja osoba može provoditi razne aktivnosti:
- volontiranje
- učenje jezika
- dodatna nastava kojom će budući student nadoknaditi neusvojeno gradivo srednje škole
- putovanja
- stručna praksa
- samostalni život

Nastanak ove tradicije pripisuje se Nicholas Maclean-Bristolu, koji je 1967. godine organizirao projekt Trust, odnosno edukacijsko-volontersku praksu putem koje je poslao tri studenta u Etiopiju. Danas je godina prekida popularna u Sjedinjenim Američkim Državama, a u nekim zemljama je postala i tradicionalna aktivnost (Australija, Novi Zeland, Južna Afrika, Velika Britanija).